# Vis-en-Artois
Vis-en-Artois è un comune francese di 659 abitanti situato nel dipartimento del Passo di Calais nella regione dell'Alta Francia.
Il territorio comunale è bagnato dalle acque del fiume Sensée.

## Società

### Evoluzione demografica
Abitanti censiti